# Stibadium crenulosum
Stibadium crenulosum là một loài bướm đêm trong họ Noctuidae.